# Manos al Aire
Manos Al Aire is een nummer van de Canadese popzangeres Nelly Furtado. De titel betekent "Handen in de lucht". Het nummer is de eerste single van Mi Plan, Furtado's vierde studioalbum.

## Achtergrondinformatie
Manos al Aire werd op 29 juni 2009 op de radio gelanceerd. Een gedeelte van het nummer was te horen op de website van Universal Music Latino en lekte op 25 juni 2009 in haar geheel op YouTube.
Het nummer gaat over de kwetsbaarheid van een vrouw in kader van ware liefde. Het nummer is gezongen vanuit de egoperspectief van een persoon dat niet luistert naar diens partner en terug wil naar 'gisteren', toen de relatie nog goed liep. In het nummer wordt gezongen dat de ik-persoon de kracht niet heeft om tegen deze persoon te vechten en daarom de handen omhoog gooit en het dus opgeeft om ervoor te zorgen dat alles weer goed komt.

## Videoclip
De videoclip van Manos al Aire is opgenomen in Toronto in Canada. Hierin is Furtado goedbepakt rijdend in een jeep te zien. Naarmate de videoclip vordert, gooit Furtado telkens wat uit het voertuig. Na een tijdje stapt ze uit en vervolgt haar weg te voet. Ook hier gooit zij haar eigendommen op straat, waaronder haar kleren. Met slechts enkele kledingstukken aan, komt ze aan bij haar partners huis en vraagt hem om vergiffenis.

## Tracklist

### Download / promo-cd
1. "Manos al Aire" — 03:28

### Duitse 2-track
1. "Manos al Aire" — 03:28
2. "Manos al Aire" (Robbie Rivera Radio Mix) — 03:35

### Duitse cd-maxi
1. "Manos al Aire" — 3:28
2. "Manos al Aire" (Robbie Rivera Radio Mix) — 03:35
3. "Manos al Aire" (Robbie Rivera Juicy Mix) — 07:07
4. "Manos al Aire" (Robbie Rivera Instrumental) — 03:33

### Promo-cd
1. "Manos al Aire" — 3:28
2. "Manos al Aire" (Robbie Rivera Radio Mix) — 03:35
3. "Manos al Aire" (Robbie Rivera Juicy Mix) — 07:07
4. "Manos al Aire" (Robbie Rivera Instrumental) — 03:33
5. "Manos al Aire" (Tiësto Remix) — 07:33